# Beijós
Beijós é uma povoação portuguesa sede da Freguesia de Beijós do Município de Carregal do Sal, freguesia com 12,53 km² de área e 814 habitantes (censo de 2021) tendo, por isso, uma densidade populacional de 65 hab./km².
São muito remotas as suas origens, comprovadas por achados arqueológicos da época romana. É uma povoação essencialmente agrícola.
Até 1836 fez parte do extinto concelho de Oliveira do Conde.

## Demografia
A população registada nos censos foi:
| Distribuição da População por Grupos Etários | Distribuição da População por Grupos Etários | Distribuição da População por Grupos Etários | Distribuição da População por Grupos Etários | Distribuição da População por Grupos Etários |
| -------------------------------------------- | -------------------------------------------- | -------------------------------------------- | -------------------------------------------- | -------------------------------------------- |
| Ano                                          | 0-14 Anos                                    | 15-24 Anos                                   | 25-64 Anos                                   | > 65 Anos                                    |
| 2001                                         | 202                                          | 168                                          | 549                                          | 298                                          |
| 2011                                         | 108                                          | 119                                          | 478                                          | 270                                          |
| 2021                                         | 79                                           | 69                                           | 409                                          | 257                                          |

## Lugares da Freguesia
- Beijós (sede de freguesia)
- Pardieiros
- Póvoa da Pegada
- Póvoa de Lisboa
- Póvoa de Entre Ribeiros, sem população residente;

## Património
- Casas Senhoriais:
  - Beijós:
    - Casa dos Costa Cabral;
    - Casa da Família dos Ornelas;
    - Casa da Família Arnaldo de Castro;

## Associações locais
- Beijós:
  - Associação Cultural e Desportiva de Beijós;
  - Associação Equiterapêutica do Dão Maria Melo;

- Pardieiros:
  - Associação Recreativa e Cultural dos Pardieiros;

- Póvoa da Pegada:
  - Associação Cultural, Recreativa e Desportiva da Póvoa da Pegada;

## Património
- Igreja de São João Batista, igreja onde se realizou a cerimónia religiosa do casamento de Aristides de Sousa Mendes com a sua esposa, Angelina de Sousa Mendes, no ano de 1909;
- Sítio arqueológico da Malcata
- Cabeço do Cucão da Pedra Cavaleira
- Sítio do Outeiro dos Castelos de Beijós
- Casa onde nasceu Angelina de Sousa Mendes. Essa habitação está num estado de abandono e só existem as paredes exteriores.

## Festas e romarias
- Santo Antão (17 de janeiro)
- S. João (24 de junho)
- Nossa Senhora do Carmo (17 de julho)
- Nossa Senhora da Pegada (18 de dezembro)

## Politica
- Junta de Freguesia de Beijós:
  - 2021 a 2025:
    - Presidente de Junta, Carlos Baptista;
    - Secretária, Ana Sofia Marques;
    - Tesoureiro, Paulo Jorge Baptista;
- Assembleia de Freguesia de Beijós:
  - 2021 a 2025:
    - Mesa da assembleia:
      - Presidente, Carlos Costa Fernandes;
      - Primeira secretária, Patrícia Pais;
      - Segunda secretária, Maria Melo;

    - Elementos da assembleia:
      - António Bernardo Pais;
      - Hélder Marques;
      - Luís Fernando Costa;
      - Laura Inês de Sousa;

## Obras e publicações
- Câmara Municipal Carregal do Sal Os Edifícios Religiosos do Município de Carregal do Sal Guia Turístico - Cultural "'. Beiratipo, Lda. 2012. Consultado em 17 de Janeiro de 2024.
- Câmara Municipal Carregal do Sal Roteiro turístico Solares e Casas Solarengas do Munícipio de Carregal do Sal "'. Morgráfica, Gráfica de Mortágua, 2015. Consultado em 17 de Janeiro de 2024.